# Yvon Sarray
Yvon Sarray est un acteur français né le 18 novembre 1917 à Clichy et mort le 13 février 1990 dans le 10e arrondissement de Paris. Il était l'un des comédiens fétiches des films d'Édouard Molinaro.

## Biographie
Yvon Sarray est inhumé au cimetière de Celles-sur-Durolle (Puy-de-Dôme).

## Filmographie

### Cinéma

#### Longs métrages
- 1955 : Toute la ville accuse de Claude Boissol
- 1957 : La Peau de l'ours de Claude Boissol
- 1958 : Des femmes disparaissent d'Édouard Molinaro
- 1959 : Maigret et l'Affaire Saint-Fiacre de Jean Delannoy
- 1959 : Le Baron de l'écluse de Jean Delannoy
- 1961 : La Peau et les Os de Jean-Paul Sassy
- 1960 : Portrait-robot de Paul Paviot
- 1961 : Le Dernier Quart d'heure de Roger Saltel
- 1962 : Les Ennemis d'Édouard Molinaro
- 1962 : Arsène Lupin contre Arsène Lupin d'Édouard Molinaro
- 1963 : Les Bricoleurs de Jean Girault
- 1963 : Les Femmes d'abord de Raoul André
- 1963 : D'où viens-tu Johnny ? de Noël Howard
- 1963 : Des frissons partout de Raoul André
- 1963 : Une ravissante idiote d'Édouard Molinaro
- 1963 : Coplan prend des risques de Maurice Labro
- 1964 : La Chasse à l'homme d'Édouard Molinaro
- 1965 : De l'assassinat considéré comme un des beaux-arts de Maurice Boutel
- 1965 : Du rififi à Paname de Denys de La Patellière
- 1966 : Le Soleil des voyous de Jean Delannoy
- 1967 : Le Fou du labo 4 de Jacques Besnard
- 1967 : La Petite Vertu de Serge Korber
- 1968 : Faut pas prendre les enfants du bon Dieu pour des canards sauvages de Michel Audiard
- 1968 : Sous le signe du taureau de Gilles Grangier
- 1969 : Mon oncle Benjamin d'Édouard Molinaro
- 1969 : La Nuit bulgare de Michel Mitrani
- 1972 : Les Feux de la Chandeleur de Serge Korber
- 1973 : L'Affaire Crazy Capo de Patrick Jamain
- 1973 : Nuits rouges de Georges Franju
- 1974 : Bons baisers... à lundi de Michel Audiard
- 1975 : C'est dur pour tout le monde de Christian Gion
- 1975 : Le Téléphone rose d'Édouard Molinaro
- 1978 : Je vous ferai aimer la vie de Serge Korber

#### Courts métrages
- 1963 : Une faïence de Samadet de Jean Lehérissey
- 1974 : Cave canem de Jean-Louis Berdot

### Télévision
- 1954 : Une enquête de l'inspecteur Grégoire, épisode Meurtre inutile de Roger Iglésis
- 1958 : Les Cinq Dernières Minutes, épisode Tableau de Chasse de Claude Loursais
- 1958 : Les Cinq Dernières Minutes, épisode Un sang d'encre de Claude Loursais : le médecin
- 1959 : Les Cinq Dernières Minutes, épisode Poison d'eau douce de Claude Loursais : le veilleur de nuit
- 1960 : En votre âme et conscience, épisode : Mort d'un notaire ou le Crime de Madame Achet de  Michel Mitrani
- 1962 : La caméra explore le temps, épisode : La conjuration de Cinq Mars de  Guy Lessertisseur : Gaston d'Orléans
- 1964 : L'Abonné de la ligne U de Yannick Andreï
- 1965 : Les Cinq Dernières Minutes, épisode Des fleurs pour l'inspecteur de Claude Loursais
- 1965 : Les Cinq Dernières Minutes, épisode La Chasse aux grenouilles de Claude Loursais
- 1967 : série Le Tribunal de l'impossible - Épisode La Bête du Gévaudan d'Yves-André Hubert : Auric, consul du Malzieu
- 1968 : série Le Tribunal de l'impossible - Épisode Nostradamus ou Le prophète en son pays de Pierre Badel : l'un des consuls de Salon-de-Crau
- 1968 : En votre âme et conscience, épisode : Les Innocents d'Eldagsen de  Claude Barma
- 1969 : La Librairie du soleil d'Edmond Tyborowski, téléfilm d'après l'œuvre de Diego Fabbri : Jacini
- 1969 : Jacquou le Croquant de Stellio Lorenzi (feuilleton)
- 1969 : Le Tribunal de l'impossible, série, épisode Le Sabbat du Mont d'Etenclin de Michel Subiela
- 1970 : Le chien qui a vu Dieu de Paul Paviot
- 1970 : Le Tribunal de l'impossible "La cité d'Is", feuilleton télévisé de Michel Subiela
- 1970 : Tout spliques étaient les Borogoves de Daniel Lecomte
- 1971 : Tang d'André Michel (feuilleton) : le directeur de la Fac
- 1971 : Le Tribunal de l'impossible : Le Voleur de cerveau d'Alain Boudet
- 1971 : La Duchesse de Berry de Jacques Trébouta : le Général Dermoncourt
- 1971 : Les Nouvelles Aventures de Vidocq, épisode Les Crimes de Vidocq de Marcel Bluwal
- 1972 : Les Boussardel de René Lucot, mini-série adaptée de la suite romanesque Les Boussardel de Philippe Hériat
- 1972 : François Gaillard ou la vie des autres de Jacques Ertaud, épisode : Madeleine
- 1972 : Mauprat de Jacques Trébouta
- 1972 : Les Rois maudits
- 1973 : Les Messieurs de Saint-Roy de Pierre Goutas
- 1973 : Les Enquêtes du commissaire Maigret de François Villiers, épisode : Mon ami Maigret
- 1974 : Le deuil sied à Électre de Maurice Cazeneuve, (d'après la trilogie d'Eugène O'Neill) : Small
- 1974 : Madame Bovary de Pierre Cardinal
- 1974 : Le Pain noir de Serge Moati (feuilleton)
- 1974 : L'Accusée de Pierre Goutas
- 1975 : L'Homme sans visage de Georges Franju
- 1975 : Hugues-le-Loup, de Michel Subiela
- 1975 : Les Enquêtes du commissaire Maigret, épisode Maigret hésite de Claude Boissol
- 1976 : Les Cinq Dernières Minutes, épisode Le Collier d'épingles de Claude Loursais : le notaire
- 1978 : 1788 de Maurice Failevic
- 1978 : Émile Zola ou la Conscience humaine de Stellio Lorenzi
- 1978 : Madame le juge, épisode Le Dossier Françoise Muller d’Édouard Molinaro
- 1979 : Le Tourbillon des jours de Jacques Doniol-Valcroze
- 1981 : Sans Famille de Jacques Ertaud : Lantier
- 1981 : Julien Fontanes, magistrat, épisode La Dernière Haie de François Dupont-Midi
- 1984 : Irène et Fred de Roger Kahane (téléfilm)
- 1985 : Pitié pour les rats de Jacques Ertaud

## Théâtre
- 1949 : Sébastien de Henri Troyat, mise en scène Alfred Pasquali, Théâtre des Bouffes Parisiens
- 1956 : Marie Stuart de Frédéric Schiller, mise en scène Raymond Hermantier, Théâtre Hébertot
- 1960 : Knock ou le triomphe de la médecine de Jules Romains, mise en scène Henri Rollan, Théâtre Hébertot
- 1966 : Lady Jane de Jean Mogin, mise en scène Raymond Hermantier, Nouveau Théâtre Libre
- 1977 : Vive Henri IV ! ou la Galigaï de Jean Anouilh, mise en scène Nicole Anouilh, Théâtre de Paris
- 1979 : Tovaritch de Jacques Deval, mise en scène Jean Meyer, Théâtre des Célestins, Théâtre de la Madeleine